# Тайная шестёрка

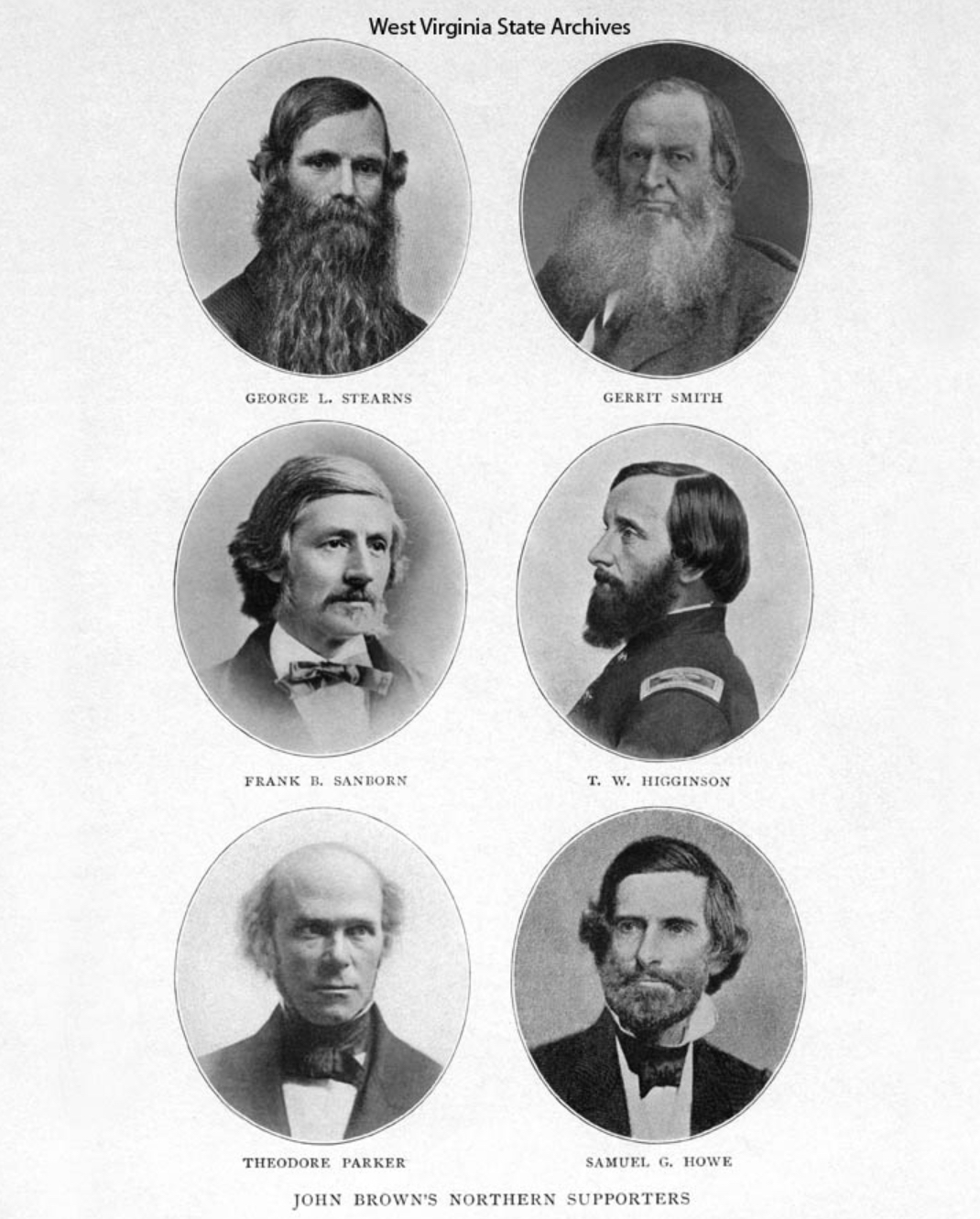
Члены «тайной шестёрки»

Тайная шестёрка (англ. Secret Six) — группа влиятельных аболиционистов, оказавшая финансовую поддержку Джону Брауну перед его нападением на Харперс-Ферри в штате Виргиния. К членам тайной шестёрки относят Томаса Уэнтворта Хиггинсона, Сэмюэл Хоу, Теодор Паркер, Франклин Бенджамин Сэнборн, Геррит Смит и Джордж Лютер Стернс. Все из них, кроме Смита, жили в Массачусетсе и были участниками аболиционистского движения. Смит жил в штате Нью-Йорк и был одним из важных членов партии свободы и радикальной аболиционистской партии.
В 1850-х годах рабовладельческие штаты усилили своё влияние в США: закон о беглых рабах 1850 года заставил северные штаты возвращать сбежавших рабов на юг, закон Канзас-Небраска отменил Миссурийский компромисс, запрещавший расширение рабства на север, а Верховный суд в деле Дреда Скотта постановил, что чернокожие жители Америки не могли считаться гражданами. На этом фоне аболиционисты постепенно становились более радикальными. Все будущие члены тайной шестёрки происходили из уважаемых семей, имели хорошее образование, были богатыми или влиятельными. Трое членов шестёрки стали членами Бостонского комитета бдительности (Массачусетс), созданного для противодействия применению закона о беглых рабах. Тем временем в Канзасе между противниками и сторонниками рабства разгорелось вооружённое противостояние, известное как Кровавый Канзас. Джон Браун стал его активным участником, помогая поселенцам, выступающим против рабства; вместе со своими союзниками он убил пятерых сторонников рабства в ходе резни в Потаватоми. Паркер, Хинггинсон, Хау, Сэнборн и Стернс стали активными сторонниками комитета, помогавшего свободным поселенцам. Шестым членом группы был Геррит Смит, который считался самым богатым человеком Нью-Йорка и оказывал Брауну значительную финансовую поддержку.
В 1857 году Браун начал путешествовать по северным штатам, собирая средства для новой атаки на рабство. В Бостоне он передал Сэнборну рекомендательное письмо от Смита, после чего Сэнборн организовал встречу Стернса, Хау и Паркера с Брауном. Сначала Хиггинсон остерегался присоединяться к Брауну несмотря на давление Сэнборна. В феврале 1858 года Браун раскрыл свои планы по нападению на Харперс-Ферри Смиту и Сэнборну; вскоре после этого все заговорщики из Массачусетса встретились и объявили себя «Тайным комитетом шести», который должен был помочь Брауну в планировании и финансировании рейда. Стернс стал председателем, а Сэнборн — секретарём.
Несмотря на это факт рейда застал членов шестёрки врасплох: 16 октября 1859 года Браун и ещё 21 человек захватили арсенал, но не смогли поднять восстание рабов и в конечном итоге потерпели поражение. Браун был взят в плен и заключён в тюрьму; его бумаги и переписки были найдены на ферме в Мэриленде. До конца октября письма Смита, Стернса, Хау и Сэнборна были найдены и опубликованы в газетах. Пятеро из шести были разоблачены и подвергнуты критике (Паркера опознали позже, так как он покинул США за несколько месяцев до рейда в поисках лекарства от туберкулёза). Смит, по воспоминаниям врача, стал «совершенно невменяемым» и был помещён в психиатрическую больницу, Сэнборн, Стернс и Хау (последний опубликовал статью, в которой отрекался от Брауна) отправились в Канаду. Хиггинсон презирал трусость своих товарищей по заговору и никуда не бежал; он занимался сбором средств для защиты Брауна и пытался разработать план, который бы способствовал его побегу.
В декабре Конгресс создал комитет для расследования истоков и сторонников рейда Брауна. Хиггинсон не был вызван для дачи показаний, Хау и Стернс уклонялись от ответов и врали, Смит был признан слишком больным, а Паркер умер в Италии в мае 1860 года. Наконец маршаллы США, от который Сэнборн долго скрывался, прибыли в его дом в Конкорде и попытались принудить его к даче показаний. Жители города встали на его защиту, помешав этому. В конечном итоге слушания в Конгрессе прошли незаметно.
В январе 1863 года, когда Прокламация об освобождении рабов вступила в силу, в доме Стернса состоялось празднование, известное как «Вечеринка Джона Брауна».